# ゾンヴァイア/死霊大血戦
『ゾンヴァイア/死霊大血戦』（原題：『Le6ion of the Dead』）は、2001年のコメディ・ホラー映画。監督・脚本はオラフ・イッテンバッハ。なお、原題では「Legion」の「g」を「6」に変えた『Le6ion of the Dead』という表記になっている。

## ストーリー
マリファナとビールを片手にクダを巻くウィリアム（マイケル・カー）とルーク（ラッセル・フリーデンバーグ）の二人組は、いとこのジョー（ジョー・クック）に会うべくカリフォルニアの砂漠を放浪していた。やがて二人はマイク（クリストファー・クリーサ）という初老の男性の車に拾われヒッチハイクをすることになるが…。
一方その頃、ニコラス（ハーヴィー・J・アルパリン）とジェフ（ハンク・ストーン）の使い魔兄弟は「魔界軍団」の創成を目論んでいたが、行く先々でさまざまな災難に見舞われてしまう。

## 出演
| 役名           | 俳優                       | 日本語吹替 |
| -------------- | -------------------------- | ---------- |
| ウィリアム     | マイケル・カー             | 岸祐二     |
| ルーク         | ラッセル・フリーデンバーグ | 奥田啓人   |
| ジーナ         | キンバリー・リーベ         | 斎藤恵理   |
| ジェフ         | ハンク・ストーン           | 塚田正昭   |
| ニコラス       | ハーヴィー・J・アルパリン  | 樫井笙人   |
| タガイオ       | マティアス・ヒューズ       | 大川透     |
| サイコ・マイク | クリストファー・クリーサ   | 楠見尚己   |
| ピーター       | ダレン・シャラーヴィ       |            |
| ジャクリーン   | ビルギット・シュタウバー   |            |
| シルビア       | アンドレア・ザイツ         |            |
| マイケル       | チン・マイヤー             |            |
| ジョー         | ジョー・クック             | 小野大輔   |
| ケイシー       | ジェフ・マザーヘッド       |            |
| スーザン       | メラニー・ジーグル         |            |

## 備考
主演のマイケル・カーは2002年12月31日に急死しており（死因は自殺）、この作品が遺作となった。

## 参考
1. ↑  “Michael Carr”.   IMDb.com. 2020年1月2日閲覧。